# Arringatore

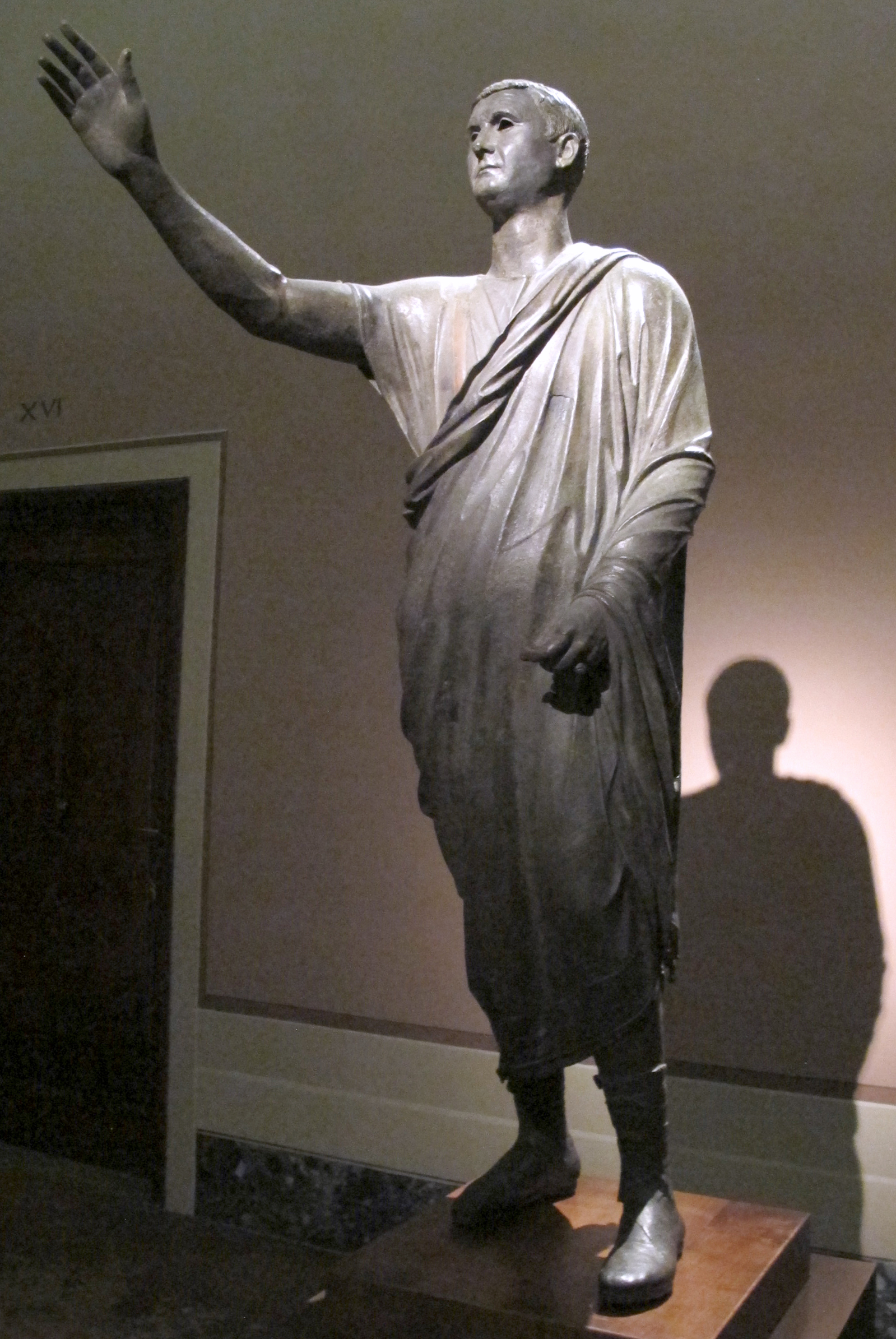
L'Arringatore

L'Arringatore è una scultura bronzea alta 170 cm raffigurante un uomo togato, databile tra la fine del II e gli inizi del I secolo a.C., realizzata con tecnica a cera persa in sette parti distinte a fusione cava, poi unite tra loro. È conservata nel Museo archeologico nazionale di Firenze. Si tratta dell'unica testimonianza integra pervenutaci di una grande scultura in metallo dell'epoca tardo-etrusca.

## Storia
Le fonti rinascimentali non concordano sul luogo del rinvenimento dell'opera: secondo alcune fu rinvenuta nel 1566 a Sanguineto, frazione di Tuoro sul Trasimeno, e secondo altre a Pila, frazione di Perugia. Uno studio del 2019 dell’Archivio di Stato di Perugia e basato sulla lettura e trascrizione di alcune carte di un processo civile negli anni 1567-1574 relativo al ritrovamento e legittimo possesso della statua, attesta ormai in maniera incontrovertibile il ritrovamento presso Pila.
Dalla iscrizione incisa sulla toga (TLE^2 651) si sa che la statua era dedicata, forse dalla comunità, a un notabile etrusco di nome Aulo Metello, originario di Perugia o Cortona. Doveva trovarsi presso un santuario o, con meno probabilità, presso la tomba del personaggio.
Essendo un pezzo pressoché unico, la datazione si è basata su confronti con statue romane tardo-repubblicane, riferibili agli ultimi decenni del II secolo a.C., come l'ara di Domizio Enobarbo o i frontoni di via San Gregorio. Il ritratto è pure paragonabile a lavori romani, come la Statua di personaggio da Delos, con la quale ha in comune il verismo derivato dal tardo ritratto ellenistico. La presenza dell'iscrizione etrusca anticipa poi la datazione al 100 a.C. o poco prima, altamente improbabile dopo la concessione della cittadinanza optimo iure agli Italici. L'opera, comunque, conferma la matrice espressiva etrusca del realismo romano.

## Descrizione e stile
L'uomo, vestito della toga exigua e di alti calzari, è rappresentato mentre compie un gesto volto a catturare l'attenzione degli astanti e accingersi a compiere l'arringa. L'artista non ha voluto fissarne il carattere psicologico, quanto piuttosto sottolinearne la volontà persuasiva col braccio teso e la partecipazione di tutto il corpo con la flessione del busto. Manca, pertanto, qualsiasi volontà celebrativa. Il braccio sinistro è rilassato lungo il corpo e avvolto nel panneggio, mentre il destro è appunto teso verso l'alto col palmo della mano in avanti. La mano destra, che si spezzò nel momento in cui la statua fu rinvenuta, è di dimensioni maggiori rispetto al resto del corpo per dare maggiore risalto al gesto.. Tali accorgimenti generano una visuale preferenziale da una posizione leggermente sfasata verso destra, verso la gamba flessa in avanti. 
La resa del panneggio dimostra una certa abilità, sebbene sia presente qualche incertezza anatomica, soprattutto nel raccordo della spalla destra al tronco. Il moto ascensionale delle pieghe e l'andamento obliquo della posa indirizza tutta l'attenzione dello spettatore sul gesto e sul volto, appoggiato su un alto collo e mosso da lunghe rughe incavate sulla fronte e da incisioni più sottili ai lati degli occhi, per rendere la senilità del soggetto. Le guance sono appiattite, le labbra ferme e disegnate abilmente, le cavità degli occhi, un tempo riempite probabilmente da inserti di pasta vitrea, sono di notevole espressività. La capigliatura, lavorata a ciocche regolari eseguite col cesello, è aderente al cranio e solo nella bassa frangia mostra un piccolo rialzo.

## Iscrizione
Sulla toga della statua si legge la seguente iscrizione in caratteri etruschi del II sec. a.C.:
"auleśi meteliś ve vesial clenśi cen flereś tece sanśl terine tuθineś χisvlicś".
Romolo Augusto Staccioli riporta la traduzione delle prime sette parole ed è incerto sull'ottava:
"Ad Aulo Metello figlio di Vel e di Vesi questa statua pose (?)……… ".
Piero Bernardini Marzolla, basandosi su presunte corrispondenze col sanscrito, ha integrato la traduzione comunemente accettata, come segue:
"Ad Aulo Metello figlio di Vel e di Vesi, l'assemblea eresse questa statua, grazie al versamento di pubblico contributo". 

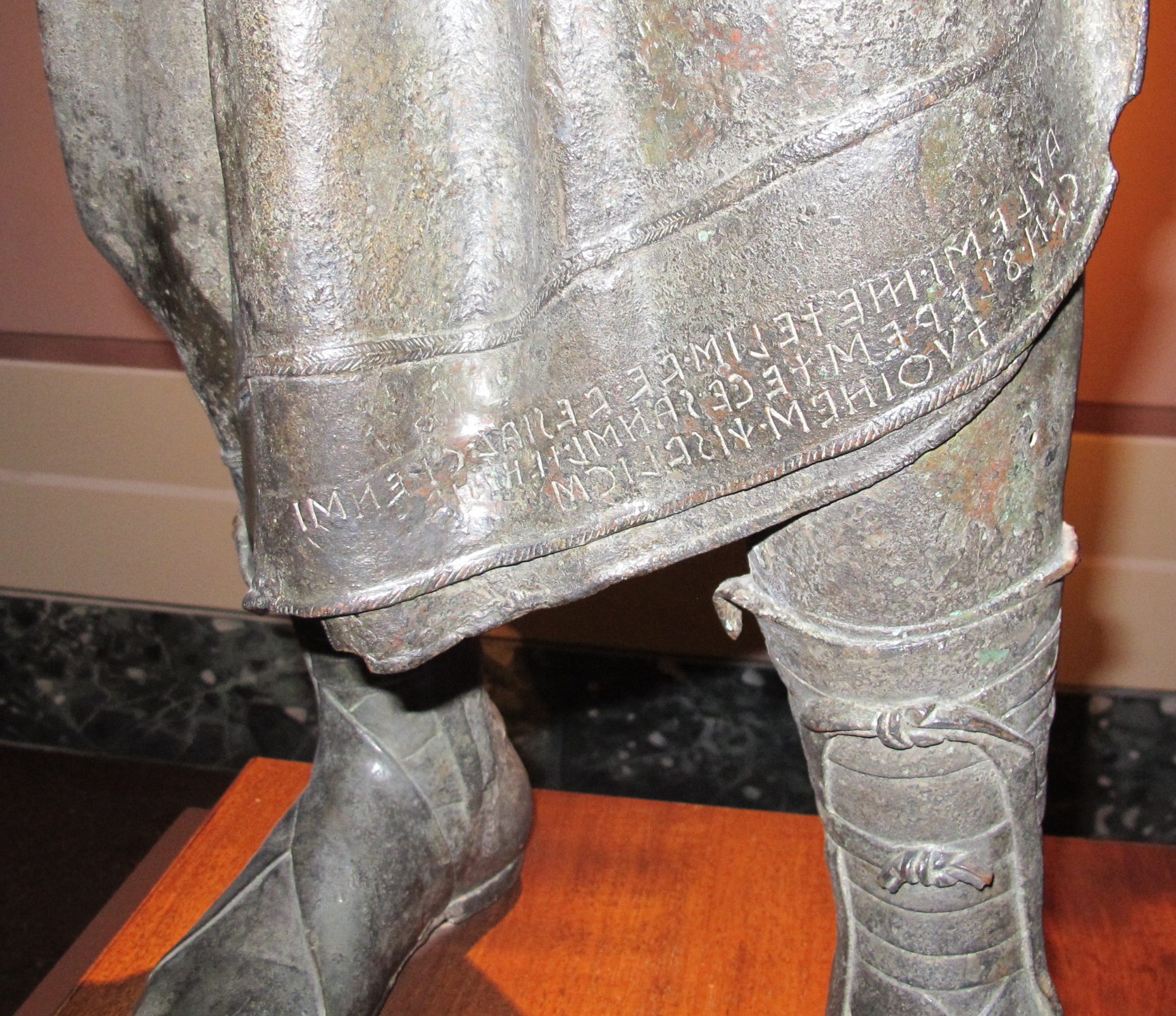
L'iscrizione
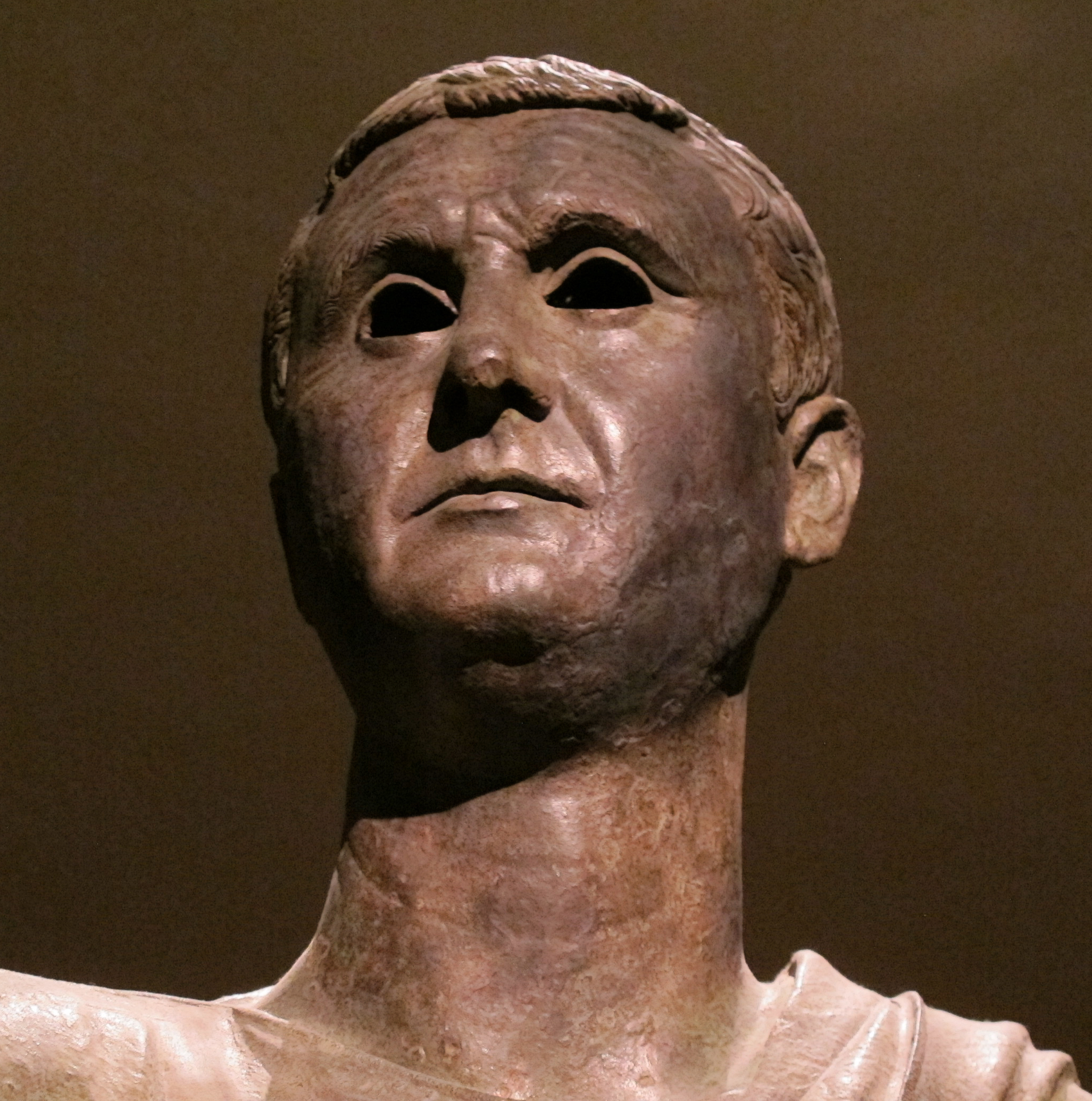
Dettaglio
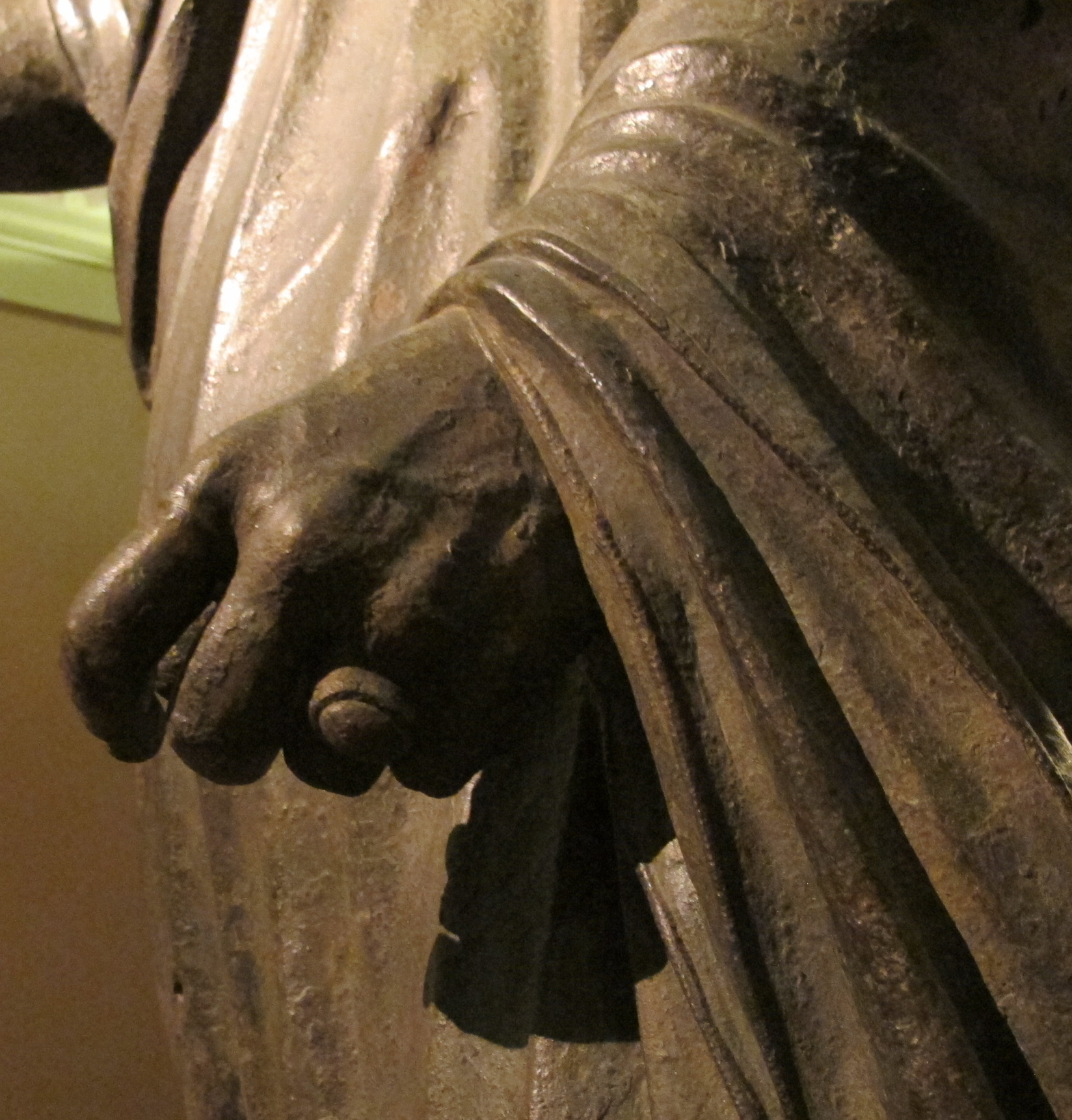
Dettaglio